# Histoire du Parti communiste portugais
 (février 2025).
Si vous disposez d'ouvrages ou d'articles de référence ou si vous connaissez des sites web de qualité traitant du thème abordé ici, merci de compléter l'article en donnant les références utiles à sa vérifiabilité et en les liant à la section « Notes et références ».
En pratique : Quelles sources sont attendues ? Comment ajouter mes sources ?
 (juin 2024).
La mise en forme du texte ne suit pas les recommandations de Wikipédia : il faut le « wikifier ».
Les points d'amélioration suivants sont les cas les plus fréquents. Le détail des points à revoir est peut-être précisé sur la page de discussion.
- Les titres sont pré-formatés par le logiciel. Ils ne sont ni en capitales, ni en gras.
- Le texte ne doit pas être écrit en capitales (les noms de famille non plus), ni en gras, ni en italique, ni en « petit »…
- Le gras n'est utilisé que pour surligner le titre de l'article dans l'introduction, une seule fois.
- L'italique est rarement utilisé : mots en langue étrangère, titres d'œuvres, noms de bateaux, etc.
- Les citations ne sont pas en italique mais en corps de texte normal. Elles sont entourées par des guillemets français : « et ».
- Les listes à puces sont à éviter, des paragraphes rédigés étant largement préférés. Les tableaux sont à réserver à la présentation de données structurées (résultats, etc.).
- Les appels de note de bas de page (petits chiffres en exposant, introduits par l'outil «  Source ») sont à placer entre la fin de phrase et le point final[comme ça].
- Les liens internes (vers d'autres articles de Wikipédia) sont à choisir avec parcimonie. Créez des liens vers des articles approfondissant le sujet. Les termes génériques sans rapport avec le sujet sont à éviter, ainsi que les répétitions de liens vers un même terme.
- Les liens externes sont à placer uniquement dans une section « Liens externes », à la fin de l'article. Ces liens sont à choisir avec parcimonie suivant les règles définies. Si un lien sert de source à l'article, son insertion dans le texte est à faire par les notes de bas de page.
- La présentation des références doit suivre les conventions bibliographiques. Il est recommandé d'utiliser les modèles {{Ouvrage}}, {{Chapitre}}, {{Article}}, {{Lien web}} et/ou {{Bibliographie}}. Le mode d'édition visuel peut mettre en forme automatiquement les références.
- Insérer une infobox (cadre d'informations à droite) n'est pas obligatoire pour parachever la mise en page.

Pour une aide détaillée, merci de consulter Aide:Wikification.
Si vous pensez que ces points ont été résolus, vous pouvez retirer ce bandeau et améliorer la mise en forme d'un autre article.
 (juin 2024).
L'histoire du Parti communiste portugais (portugais : Partido Comunista Português, prononcé [ pɐɾˈtiðu kumuˈniʃtɐ puɾtuˈɣeʃ ], ou PCP) couvre une période de 103 ans, depuis sa fondation en 1921 en tant que section portugaise de l'Internationale communiste (Komintern) jusqu'à nos jours. Le Parti demeure une force active au sein de la société portugaise.
Après son établissement, le parti a connu une période relativement courte en tant qu'entité légale avant d'être contraint à l'activité clandestine à la suite d'un coup d'État militaire en 1926. Après une phase de réorganisation interne visant à adapter le PCP à sa nouvelle réalité clandestine et à élargir son assise de soutien, il est devenu une force d'opposition au régime dictatorial dirigé par António de Oliveira Salazar. Malgré cela, le parti a été sévèrement réprimé à plusieurs reprises au cours des 48 années de sa résistance, et a même dû subsister pendant certaines périodes sans aucun lien avec le Komintern et le Mouvement communiste mondial.

## Origines et fondation
À la conclusion de la Première Guerre mondiale en 1918, le Portugal fut en proie à une sévère crise économique, attribuable en partie à son engagement militaire dans le conflit. Cette implication dans les affaires militaires entraîna une brusque augmentation de l'inflation et du chômage. En réponse à cette détérioration de leurs conditions de vie, les classes ouvrières portugaises lancèrent une vaste série de mouvements de grève. Soutenus par l'émergence d'un mouvement ouvrier organisé, les travailleurs obtinrent certains succès, parmi lesquels la victoire historique de la journée de travail de huit heures.
En septembre 1919, le mouvement ouvrier au Portugal érigea la première Confédération syndicale du pays, la Confédération générale du travail (CGT). Cette organisation vit son effectif croître de manière constante, atteignant rapidement les 100 000 membres. Toutefois, malgré cette expansion, un sentiment d'impuissance politique se manifesta au sein de la classe ouvrière portugaise. Cette sensation découla de l'absence d'une stratégie politique cohérente, conjuguée à l'essor de la révolution bolchevique en Russie en 1917, laquelle gagnait en popularité. En réponse à cette conjoncture, naquit en 1919 la Fédération maximaliste portugaise (FMP). Son objectif principal était de propager les idéaux socialistes et révolutionnaires, tout en organisant et en stimulant le mouvement ouvrier. Dès lors, la FMP initia la publication de l'hebdomadaire Bandeira Vermelha (Drapeau Rouge), qui devint rapidement un périodique prisé au sein de la classe ouvrière portugaise.
Après un laps de temps conséquent, les membres du FMP (Fédération Maximaliste Portugaise) ressentirent le besoin d'une « avant-garde révolutionnaire » au sein de la classe ouvrière portugaise. Des réunions successives, tenues dans divers locaux syndicaux et avec le soutien du Komintern (Internationale communiste), concrétisèrent ce désir par la création du Parti communiste portugais, le 6 mars 1921, en tant que section portugaise du Komintern. Peu après, les Jeunesses Communistes (Juventudes Comunistas) virent le jour en tant que première organisation de jeunesse du parti.
Contrairement à la plupart des autres partis communistes européens, le Parti communiste portugais (PCP) s'est constitué non pas à la suite d'une scission d'un parti social-démocrate ou socialiste, mais à partir des rangs de l'anarcho-syndicalisme et du syndicalisme révolutionnaire, qui étaient à l'époque les factions les plus dynamiques du mouvement ouvrier portugais. En 1921, le PCP a ouvert son premier siège dans la rue Arco do Marquês do Alegrete à Lisbonne, ainsi que les Centres Communistes de Porto, Évora et Beja. Sept mois après sa fondation, le premier numéro d'O Comunista (Le Communiste), le journal inaugural du parti, a été publié.
Le premier congrès du parti s'est tenu à Lisbonne en novembre 1923, sous la direction de Carlos Rates. Les résolutions du congrès avaient été préalablement diffusées dans O Comunista et débattues par l'ensemble des organisations locales. Cette rencontre a rassemblé environ une centaine de membres du parti et a affirmé leur solidarité avec le socialisme en Union soviétique, soulignant la nécessité d'une lutte vigoureuse pour des politiques similaires au Portugal.

## Hors-la-loi et lutte clandestine

### Du coup d’État militaire de 1926 à la réorganisation du 40
À la suite du coup d'État militaire du 28 mai 1926, le parti se trouva contraint à l'illégalité et à l'exercice de ses activités dans la clandestinité. Par un alignement fortuit, cet événement survint à la veille du deuxième congrès du parti, forçant ainsi la suspension de ses travaux. En 1927, le siège principal du parti fut fermé par les autorités. C'est en 1929, sous la direction de Bento Gonçalves, que le parti fut réorganisé pour la première fois. Cette réorganisation, adaptant le parti à son nouveau statut illégal, mit en place un réseau de cellules clandestines afin d'éviter une série d'arrestations.
La réorganisation de 1929 a engendré une optimisation du fonctionnement du parti, conférant ainsi une influence accrue, notamment au sein du mouvement ouvrier. Néanmoins, l'avènement du régime dictatorial Estado Novo de Salazar en 1933 a marqué une période de répression intense contre le parti. En effet, dès septembre 1933, les grèves furent déclarées illégales, tandis que la création de nouveaux syndicats fut également proscrite, contraignant ainsi les syndicats existants à se conformer aux nouvelles règles corporativistes. Cette politique restreignit considérablement l'influence du parti au sein de la classe ouvrière. Parallèlement, les luttes idéologiques entre factions marxistes et anarcho-syndicalistes, ainsi que les conflits avec le Komintern, contribuèrent à un déclin supplémentaire de l'action du parti vers la fin des années 1930. Pendant cette période, en 1931, fut publié le premier numéro d'Avante!. Malgré son statut illégal, ce journal devint la principale publication du parti, distribuée clandestinement parmi ses membres. Cependant, en raison des assauts répétés sur les imprimeries clandestines, le journal ne devint largement disponible qu'au cours des années 1940.
Malgré l'accroissement de la répression contre les communistes, incluant l'obligation pour tous les fonctionnaires de souscrire à une déclaration anticommuniste, le parti a néanmoins réussi à exercer une influence sur les émeutes et les manifestations. En 1934, à la suite de la fermeture des syndicats libres, plusieurs émeutes et grèves éclatèrent, parmi lesquelles la plus remarquable fut celle de Marinha Grande. Le 18 janvier de cette année-là, les ouvriers, sous la direction de José Gregório, António Guerra, et d'autres membres du Parti, tinrent sous leur contrôle toute la ville, et seule une intervention massive de l'armée mit fin à l'émeute. En 1936, l'influence du parti au sein de la marine entraîna une mutinerie à bord de plusieurs navires, au cours de laquelle dix personnes trouvèrent la mort et soixante autres furent envoyées à Tarrafal.
En 1936, la guerre civile espagnole éclata. Malgré des appels sporadiques du Parti communiste espagnol et du Komintern incitant ses membres à s'enrôler, les troubles structurels de la fin des années 1930 empêchèrent le parti d'engager une force significative. Néanmoins, environ 1 000 Portugais prirent les armes contre les forces franquistes, s'engageant ainsi aux côtés des républicains.
À la fin des années 1930, de nombreux individus furent appréhendés, soumis à la torture et exécutés. Un nombre considérable d'entre eux furent envoyés au camp de concentration de Tarrafal, situé au Cap-Vert. Parmi les personnes touchées par ces événements se trouvait Bento Gonçalves, qui y trouva la mort. L'intensification des arrestations antérieures suscita la déclaration officielle de dissolution du PCP par le gouvernement. Cette décision, conjuguée à un optimisme croissant quant à la victoire allemande durant la Seconde Guerre mondiale, conduisit à la libération, en novembre 1940, de plusieurs détenus communistes, parmi lesquels Álvaro Cunhal, Militão Ribeiro et Júlio Fogaça, détenus à Tarrafal et dans d'autres établissements pénitentiaires. La libération de cadres importants, associée à des dissensions internes face au déclin du parti, influença une réorganisation majeure entre 1940 et 1941, connue sous le nom de Réorganisation de 40.
Entre-temps, en 1938, le Parti communiste portugais fut expulsé de l'Internationale communiste. Cette décision résultait d'un sentiment de méfiance au sein du Komintern, provoqué par une cessation soudaine des activités du parti, des allégations de détournement présumé de fonds par certains membres influents, et surtout par la fragilité de sa structure interne, minée par des luttes intestines. Cette mesure, orchestrée par Georgi Dimitrov, fut en partie motivée par les persécutions dirigées par Joseph Staline contre certains partis membres du Komintern ou des individus, tels que le Parti communiste de Pologne ou Béla Kun. Cette série d'événements contribua en partie à la dissolution du Komintern en 1943. Ce n'est qu'en 1947 que le PCP renoua ses liens avec le mouvement communiste et l'Union soviétique, après quelques échanges sporadiques établis d'abord par l'intermédiaire des partis communistes d'Espagne et de France, puis grâce à Mikhaïl Souslov.

### L'après-guerre et le Mouvement pour l'unité démocratique
En 1945, à la suite de l'émergence d'une nouvelle communauté internationale consécutive à la défaite des principaux régimes fascistes lors de la Seconde Guerre mondiale, Salazar fut contraint d'entreprendre quelques réformes démocratiques superficielles afin de redorer le blason du Portugal auprès de ses alliés occidentaux. En octobre de cette même année, une plate-forme appelée Mouvement de l'unité démocratique (MUD) fut autorisée à se former, marquant ainsi le début d'une résistance démocratique tolérée. À l'origine sous le contrôle de l'opposition modérée, le MUD fut rapidement influencé par le Parti communiste portugais (PCP), qui exerçait son influence notamment au sein de son aile jeunesse. Parmi les figures dirigeantes de cette jeunesse, on comptait plusieurs communistes notables, parmi lesquels Octávio Pato, Salgado Zenha, Mário Soares, Júlio Pomar et Mário Sacramento. Cette montée en influence communiste incita le gouvernement à déclarer le MUD illégal en 1948, après plusieurs vagues de répression.
Le quatrième congrès, tenu en juillet 1946, a mis en avant la nécessité de recourir à une lutte populaire de grande envergure comme moyen unique de renverser le régime, tout en définissant les politiques destinées à guider le parti dans cette mobilisation populaire. L'objectif principal de ce congrès était de renforcer l'action clandestine du parti, en plus de promouvoir l'amélioration de celle-ci. Un compte rendu succinct des conclusions de ce congrès a été rendu public par le Comité central du Parti communiste de l'Union soviétique (PCUS). Pour la première fois depuis l'exclusion du parti du Komintern, le PCUS a diffusé des informations concernant le PCP, marquant ainsi un léger changement dans la position soviétique à l'égard du parti. À cette époque, Álvaro Cunhal s'est rendu en Yougoslavie avec le soutien de Bento de Jesus Caraça dans le but d'améliorer les relations avec le bloc socialiste. Plus tard, en 1948, il s'est rendu en Union soviétique pour rencontrer Mikhaïl Souslov, à la suite du rétablissement des liens entre le PCP et le Mouvement communiste international. Peu de temps après son retour de l'Union soviétique, Cunhal a été arrêté par la police politique.
En 1951, à la suite du trépas du président António Carmona, le gouvernement, persévérant dans sa quête de réformes démocratiques, décida de convoquer des élections. Ledit scrutin fut marqué par le soutien du Parti, ainsi que d'autres factions de l'opposition, au mathématicien Ruy Luís Gomes. Toutefois, cinq jours avant le jour fatidique, Gomes fut déclaré inéligible. Pendant la période de campagne électorale, certains partisans de sa candidature furent incarcérés, tandis que Gomes lui-même fut lâchement agressé dans la localité de Rio Tinto. En conséquence de ces événements tragiques, l'autre prétendant de l'opposition, Quintão Meireles, se retira de la compétition électorale. Cela laissa le champ libre au candidat officiel, Craveiro Lopes, qui fut élu sans la moindre contestation.

### Guerre coloniale portugaise et dernières années du régime
En 1954, le triste événement marqua la disparition de Catarina Eufémia, alors qu'elle était au service de la moissonneuse, un acte d'une extrême violence perpétré par un lieutenant de la Guarda Nacional Republicana. La raison apparente de ce tragique incident remonte à sa tentative de requérir une augmentation salariale auprès de ses supérieurs. Catarina Eufémia s'est ainsi immolée dans le combat pour l'amélioration des conditions de vie des paysans de la région de l'Alentejo. Son nom devint alors synonyme de martyre, illustrant les luttes incessantes menées par le parti en faveur de l'amélioration du sort des travailleurs ruraux. Après la révolution des Œillets, ce même parti honora la mémoire de Catarina en érigeant un monument à sa gloire dans sa ville natale, Baleizão.
Le cinquième congrès, tenu en septembre 1957, constitua une singularité en étant le premier et le seul à se dérouler en dehors du territoire portugais, se tenant à Kiev, en Union soviétique. Au cours de cet événement, le Parti a approuvé son tout premier programme ainsi que ses statuts, révélant ainsi une consolidation de sa structure organisationnelle. L'aspect novateur de ce congrès résida dans son adoption d'une position officielle sur la question du colonialisme. Il proclama le droit à l'autodétermination de tous les peuples et exprima de manière explicite son soutien aux mouvements de libération dans les colonies portugaises, notamment le MPLA en Angola, le FRELIMO au Mozambique et le PAIGC en Guinée-Bissau. Cet événement historique marqua également une première dans l'histoire du parti, en recevant les salutations de partis communistes étrangers.
En l'année 1958, l'administration gouvernementale officialisa la convocation d'une élection présidentielle. Néanmoins, comme lors des scrutins antérieurs, les factions d'opposition exprimaient peu de foi en l'impartialité du processus électoral, nécessitant des références précises. Le candidat soutenu par le parti au pouvoir, Arlindo Vicente, se retira de la course et apporta son appui à Humberto Delgado, qui bénéficiait du soutien de diverses factions démocratiques. Malgré une campagne d'envergure, marquée par un rassemblement massif à Porto, auquel assistèrent quelque 200 000 personnes, le candidat soutenu par le gouvernement, Américo Tomás, sortit vainqueur des élections grâce à une fraude électorale généralisée. Par la suite, Delgado fut tragiquement victime d'un assassinat perpétré par le PIDE.
En janvier 1960, un événement d'importance notable survient dans l'histoire du Parti Communiste Portugais (PCP) : un contingent de dix membres parvient à s'échapper de la prison de haute sécurité de Peniche. Cette évasion a permis à plusieurs figures éminentes du parti de recouvrer leur liberté, parmi lesquelles Álvaro Cunhal, qui serait élu l'année suivante comme premier secrétaire général après dix-neuf années. Parmi les individus évadés figurait également Jaime Serra, qui allait contribuer à l'organisation d'un groupe commando clandestin, l'Action Révolutionnaire Armée (ARA). L'ARA constituait la branche armée du PCP, ayant été associée au début des années 1970 à diverses actions militaires contre le régime dictatorial en place.
En 1961, s'amorça le conflit colonial en Afrique, s'étendant initialement en Angola, puis l'année suivante au Mozambique et en Guinée-Bissau. Cette guerre, s'étendant sur une période de treize années, infligea des ravages à la société portugaise, contraignant des milliers de ses citoyens, principalement de jeunes individus, à quitter leur terre natale en quête d'un avenir plus clément dans des pays telles que la France, l'Allemagne ou la Suisse, tout en tentant d'éviter la conscription militaire. Le Parti, engagé dans la genèse des mouvements de guérilla nationalistes aux côtés de l'Union soviétique, affirma d'emblée son opposition à ce conflit ainsi que son soutien politique aux mouvements anticolonialistes. Cette guerre engendra un processus de décadence pour le régime en place, suscitant une agitation croissante au sein de la société portugaise.
En 1962, surgit ce que l'histoire portugaise retiendra comme la "crise académique". En cette période tumultueuse, le régime portugais, inquiet de la montée en popularité des idées démocratiques parmi les étudiants, décida de réprimer vigoureusement toute velléité contestataire en procédant au boycott et à la censure de multiples associations et organisations estudiantines, dont le prestigieux Secrétariat national des étudiants portugais. Majoritairement composé de militants intellectuels communistes, ces membres étaient frappés par la persécution et se voyaient interdire la poursuite de leurs études universitaires. Face à cette atteinte à leurs libertés, les étudiants, soutenus activement par le Parti communiste portugais, prirent les armes de la protestation en organisant des manifestations. Le 24 mars, un acte majeur de cette résistance eut lieu sous la forme d'une imposante manifestation étudiante à Lisbonne. Hélas, cette expression pacifique fut durement réprimée par les forces de l'ordre, provoquant des centaines de blessés parmi les rangs estudiantins. Sur l'heure, les étudiants, loin de se démonter, engagèrent une grève qui s'éleva rapidement au rang de symbole de la résistance face au régime en place. Il convient de noter qu'en 1987, le Parlement portugais officialisa le 24 mars comme Journée nationale des étudiants, une commémoration annuelle principalement honorée par les étudiants universitaires, en mémoire de cette page sombre de leur histoire.
Le sixième congrès de 1965 s'est inscrit parmi les événements les plus marquants de l'histoire du parti, devenant un jalon essentiel. Álvaro Cunhal, élu secrétaire général en 1961, a rédigé le rapport intitulé "Le chemin de la victoire - Les tâches du Parti dans la révolution nationale et démocratique", qui a exercé une influence considérable au sein du mouvement démocratique. Ce document, largement diffusé parmi les membres clandestins, exposait huit objectifs politiques, dont la fin des monopoles économiques, la nécessité d'une réforme agraire et de la redistribution des terres, ainsi que la démocratisation de l'accès à la culture et à l'éducation. Ces politiques étaient perçues par le parti comme cruciales pour instaurer une démocratie pleine et entière au Portugal. À cette époque, les dissensions entre la Chine et l'Union soviétique, ainsi que les critiques formulées à l'égard du maoïsme lors du congrès, ont entraîné le départ des membres maoïstes du parti.
En 1970, l'Action révolutionnaire armée (ARA) lance sa première opération en sabotant le Cunene, un navire utilisé pour le transport de ravitaillement destiné aux troupes en Afrique. L'ARA poursuivra ses actions contre des cibles politiques et militaires du régime jusqu'en août 1972. Parmi ses principales opérations figurent une attaque contre l'école de la police politique (PIDE), le bombardement du navire Niassa, la destruction de plusieurs hélicoptères de combat sur la base aérienne de Tancos, le bombardement du centre culturel de l'ambassade des États-Unis, ainsi qu'une attaque contre le commandement régional de l'OTAN à Oeiras.
En 1972, la Ligue des étudiants communistes, constituant la première organisation de jeunesse depuis plusieurs années, fut fondée. Celle-ci évoluera par la suite pour devenir la Jeunesse Communiste Portugaise.
Après de nombreuses années marquées par des conflits prolongés, attribuables à la guerre et à une agitation croissante due au manque de libertés, le régime s'effondra. Le 25 avril 1974, la révolution des Œillets éclata, mettant fin à 48 années de résistance et inaugurant un nouveau chapitre dans l'histoire du parti.

## Révolution des œillets de 1974 et premières années de la démocratie

### Période révolutionnaire
Immédiatement après la révolution, les droits démocratiques fondamentaux furent rétablis au Portugal. Le 27 avril, les prisonniers politiques furent libérés, incluant un grand nombre de cadres du Parti. Le 30 avril, Álvaro Cunhal revint à Lisbonne, accueilli par des milliers de personnes. Le 1er mai fut célébré pour la première fois en 48 ans, réunissant environ un demi-million de personnes au stade FNAT (actuellement le stade du 1er mai) à Lisbonne, où des discours furent prononcés par le leader du Parti Álvaro Cunhal et le socialiste Mário Soares. Le 17 mai, le journal du Parti, Avante !, publia son premier numéro légal de son histoire.
Au cours des mois suivants, le pays a connu des transformations profondes, suivies de près et soutenues par le Parti Communiste Portugais (PCP). Plusieurs nouveaux partis politiques ont été créés. Les principaux dirigeants politiques et militaires du régime précédent ont été exilés ou démis de leurs fonctions. Un processus de décolonisation a été initié avec le soutien total du parti, et, en l’espace d’un an, la Guinée-Bissau, l'Angola, le Mozambique, le Cap-Vert et São Tomé-et-Príncipe sont devenus des pays indépendants. Durant cette période, le PCP a organisé plusieurs rassemblements hebdomadaires. Une grande partie de ses propositions politiques ont été mises en œuvre. L'une des principales luttes du parti consistait à assurer l'unification de tous les syndicats au sein de la Confédération Générale des Travailleurs Portugais (CGTP), une initiative à laquelle les socialistes et les sociaux-démocrates s'opposaient. Par ailleurs, le parti a critiqué l'ingérence croissante de l'OTAN dans le processus révolutionnaire, un soutien qui venait des socialistes et de la droite.
Six mois après la révolution, en octobre 1974, le septième congrès du parti eut lieu. Plus d'un millier de délégués ainsi que des centaines d'invités portugais et étrangers y participèrent. Ce congrès émit des déclarations significatives concernant la révolution en cours dans le pays. Les 36 membres élus du Comité central avaient cumulé plus de 300 années de détention.
Le 12 janvier 1975, le Parti communiste portugais (PCP) est devenu le premier parti légalement reconnu, à la suite de l'ouverture du processus de légalisation par la Cour suprême de justice. Durant cette période, le processus révolutionnaire se poursuivait. Le 11 mars 1975, les forces militaires de gauche ont déjoué une tentative de coup d’État menée par l'armée de droite, liée à l’ancien régime. Cette victoire a marqué un tournant du processus révolutionnaire vers la gauche politique, entraînant la nationalisation des principaux secteurs de l’économie, tels que les banques, les transports, les aciéries, les mines et les entreprises de communication. Ces mesures ont été mises en œuvre sous la direction de Vasco Gonçalves, membre de l'aile militaire soutenant le parti, qui était devenu Premier ministre après la démission du premier gouvernement provisoire. Le Parti communiste portugais a ensuite affirmé son plein soutien à ces transformations et au processus de réforme agraire, qui a abouti à la collectivisation du secteur agricole et des terres dans une région appelée Zone d'intervention de la réforme agraire (ZIRA), incluant les terres situées au sud du Tage. Le Parti a dirigé ce processus conformément à son programme, en organisant plusieurs milliers de paysans en coopératives. Grâce à sa forte organisation clandestine et au soutien du mouvement paysan dans cette région au cours des années précédentes, le sud du Portugal est devenu le principal bastion du PCP.
Un an après la révolution, les premières élections démocratiques eurent lieu au Portugal afin de constituer un parlement chargé de rédiger une nouvelle Constitution en remplacement de celle de 1933. Le Parti communiste portugais (PCP) remporta 12,52 % des suffrages, ce qui se traduisit par l'élection de 30 députés. À l'été 1975, le processus révolutionnaire atteignit son apogée sous le gouvernement de Vasco Gonçalves, influencé par la gauche, suscitant une opposition croissante de la part du Parti socialiste et des forces politiques de droite. Des manifestations et des rassemblements en faveur ou en opposition au gouvernement eurent lieu, marqués par des actes de violence tels que des attaques, des pillages et des incendies visant les bureaux du parti. Notamment, un important rassemblement organisé par les socialistes contre le PCP eut lieu à Lisbonne le 19 juillet. En août de la même année, neuf officiers militaires influents, connus sous le nom de Groupe des 9, exprimèrent leur désaccord avec Vasco Gonçalves et le Mouvement des forces armées. La tension persista au fil des mois entre le PCP et les partis politiques modérés. En septembre, Vasco Gonçalves fut remplacé par Pinheiro de Azevedo, marquant une période de divisions grandissantes au sein de l'armée. Le 25 novembre, une tentative de coup d’État menée par la gauche radicale fut déjouée par des éléments militaires de droite. À la suite de cet événement, le PCP fut de nouveau la cible d'attaques, bien que Melo Antunes, membre éminent du Groupe des 9, prononça un discours marquant soulignant l'importance du PCP au sein du nouveau régime démocratique portugais.
Dans les mois qui ont suivi, les attaques contre les bureaux du parti ont persisté, mais avec une intensité réduite. En 1976, marquant le début de la mise en place du régime démocratique actuel, la nouvelle constitution démocratique a été approuvée le 2 avril. Celle-ci incluait plusieurs mentions du « socialisme » et d'une « société sans classes », et a été soutenue par le parti. Le 25 avril de la même année, les deuxièmes élections démocratiques ont eu lieu, au cours desquelles le parti a obtenu 14,56 % des voix et 40 sièges de députés. En juin, la première élection présidentielle démocratique s'est déroulée, où le candidat du parti, Octávio Pato, a remporté 7,5 % des suffrages. Ramalho Eanes, un officier de l'aile militaire modérée, a été élu président lors de cette élection.
La même année, l'édition inaugurale du festival Avante ! a eu lieu, devenant rapidement un événement d'importance politique et culturelle au Portugal. Depuis 2006, cet événement est tenu annuellement. Le huitième congrès s'est déroulé à Lisbonne du 11 au 14 novembre. Ce congrès a principalement souligné la continuation de la quête vers le socialisme au Portugal, ainsi que la nécessité de défendre les réalisations de la révolution contre ce que le parti perçoit comme un recul politique. Ce dernier est attribué à une coalition entre le Parti socialiste et le Centro Democrático e Social, qui s'oppose au processus de réforme agraire. En décembre, lors des premières élections locales, le parti, en coalition avec le Mouvement démocratique portugais et le Front socialiste populaire, a remporté 18 % des voix, permettant l'élection de 37 maires.

### Fin des années 1970 et début des années 1980
En 1979, le parti a organisé son neuvième congrès, lors duquel il a analysé la situation du Portugal post-révolutionnaire, la politique de droite en vigueur, ainsi que les efforts du parti pour maintenir l'économie sous le régime de nationalisation. À la suite d'une vague de troubles politiques ayant entraîné la chute du gouvernement, des élections législatives supplémentaires ont été tenues en décembre 1979. Le parti a alors formé l'Alliance du peuple uni en coalition avec le Mouvement démocratique portugais, augmentant ainsi son soutien à 18,96 % et remportant 47 sièges de députés. Ces élections ont été remportées par une coalition de droite dirigée par Francisco Sá Carneiro, qui a rapidement mis en œuvre des politiques que le parti considérait comme défavorables aux intérêts de la classe ouvrière. La même année, des élections locales ont eu lieu, où le parti a obtenu 20,5 % des voix et a réussi à élire 50 maires, également au sein de l'Alliance du peuple uni. En novembre 1979, la fusion de la Ligue des étudiants communistes avec la Ligue des jeunes communistes a conduit à la formation de la Jeunesse communiste portugaise, qui demeure l'organisation de jeunesse du parti.
En 1980, de nouvelles élections furent organisées, ce qui conduisit à une diminution du nombre de sièges du parti à 41. La même année, lors de l'élection présidentielle, le candidat du parti se retira de la course et apporta son soutien à Ramalho Eanes. Aux élections locales de 1982, l'Union pour l'avenir a dirigé 55 municipalités, atteignant son meilleur score enregistré à ce jour avec 20,7 % des voix.
Après le décès soudain de Sá Carneiro dans un accident d'avion en 1980, le Portugal a été confronté à une période d'instabilité politique, marquée par la désintégration du gouvernement de coalition de droite en 1983. Aux élections législatives qui ont suivi, le parti a obtenu 44 sièges et 18,20 % des voix en tant que membre de l'APU en 1983. Les socialistes ont remporté ces élections, formant une grande coalition avec les sociaux-démocrates. En 1983 également, lors de son dixième congrès, le parti a réitéré ses critiques envers ce qu'il percevait comme les risques associés à la politique de droite. En 1985, de nouvelles élections ont été déclenchées en raison de l'instabilité au sein de la grande coalition. Aníbal Cavaco Silva a mené les sociaux-démocrates à une victoire serrée. C'est à partir de cette période que le parti a commencé à décliner électoralement, recueillant seulement 15,5 % des voix.
En 1986, la surprenante ascension du socialiste Mário Soares, qui accède au second tour de l'élection présidentielle en battant le candidat du parti, Salgado Zenha, conduit à la convocation d'un Congrès supplémentaire. Ce onzième congrès est organisé avec seulement deux semaines de préavis afin de décider du soutien à apporter à Soares face à Freitas do Amaral. Soares obtient le soutien et remporte l'élection avec une légère marge. Sans le soutien du PCP, il aurait perdu. Le Congrès est considéré comme un succès, malgré la préparation en un délai très court. En 1987, après la chute du gouvernement de Cavaco Silva, de nouvelles élections sont organisées. Le Parti communiste, désormais en coalition avec le Parti écologiste "Les Verts" (PEV) et l'Intervention Démocratique (ID), une association politique, au sein de la Coalition Démocratique Unitaire (CDU), subit un recul électoral avec 12,18 % des voix et 31 députés. Lors de cette élection, Cavaco Silva consolide son pouvoir en obtenant une majorité absolue.

## De la fin du bloc socialiste à nos jours

### De la fin des années 1980 jusqu'en 1991
En 1988, le douzième congrès s'est tenu à Porto, rassemblant plus de 2 000 délégués. Le congrès a examiné l'évolution de la situation politique en Europe de l'Est ainsi que la politique de droite menée par le gouvernement d'Aníbal Cavaco Silva. Un nouvel ensemble de statuts et un programme ont été proposés, ce dernier étant intitulé « Le Portugal, une démocratie avancée pour le 21e siècle ». Ce programme, en vigueur depuis 2006, fixe cinq objectifs majeurs pour le parti :
- Un régime démocratique libre, basé sur la participation citoyenne.
- Un développement économique fondé sur une économie mixte au service du peuple.
- Une politique sociale visant à améliorer le niveau de vie du pays.
- Une culture accessible à tous.
- Un Portugal indépendant et souverain, entretenant des relations pacifiques avec tous les pays et peuples[21].

.
À la fin des années 1980, le bloc socialiste d’Europe de l’Est commença à se désintégrer, confrontant le Parti à de nouveaux défis. À la suite du départ de nombreux membres, un congrès supplémentaire fut convoqué en mai 1990 à Loures. Lors de ce congrès, la majorité des plus de 2 000 délégués décidèrent de maintenir la « voie révolutionnaire vers le socialisme » du Parti, en dépit de la tendance de nombreux autres partis communistes à travers le monde à s'éloigner de cette ligne. Le congrès confirma les principes directeurs marxistes-léninistes du Parti. Il fut reconnu que le socialisme en Union soviétique avait échoué, tout en soulignant que cette expérience historique unique avait conduit à plusieurs changements sociaux significatifs et à de nombreuses réalisations du mouvement ouvrier, influencées par le bloc socialiste. Álvaro Cunhal fut réélu secrétaire général et Carlos Carvalhas élu secrétaire général adjoint.

### Du 13eCongrès à nos jours
Lors des élections législatives de 1991, le Parti a obtenu 8,84 % des suffrages exprimés à l'échelle nationale, ce qui lui a permis de faire élire 17 députés, confirmant ainsi la tendance à la baisse de son soutien électoral. La même année, le candidat du Parti à l'élection présidentielle, Carlos Carvalhas, s'est classé troisième en recueillant 12,5 % des voix.
Le quatorzième congrès s'est tenu en 1992, au cours duquel Carlos Carvalhas a été élu nouveau secrétaire général, succédant ainsi à Álvaro Cunhal. Lors de ce congrès, une analyse approfondie de la nouvelle situation internationale, marquée par la disparition de l'Union soviétique et l'effondrement du socialisme en Europe de l'Est, a été effectuée. Le parti a également proposé des mesures visant à écarter Aníbal Cavaco Silva et le gouvernement de droite, objectif qui a été atteint peu de temps après. En 1995, à l'issue des élections législatives d'octobre, le Parti social-démocrate de droite a été remplacé au gouvernement par le Parti socialiste, et le parti a obtenu 8,61 % des voix. Par ailleurs, lors des élections européennes de 1994, le parti a élu trois députés européens, réunissant 11,2 % des suffrages.
En décembre 1996, le quinzième congrès s'est déroulé à Porto, rassemblant plus de 1 600 délégués. Lors de ce congrès, une critique a été formulée à l'égard de la politique de droite menée par le gouvernement socialiste d'António Guterres. Les discussions ont également porté sur l'avenir du Parti après l'effondrement du bloc socialiste. Durant le premier mandat de Guterres, le Portugal a organisé son premier référendum sur la loi concernant l'avortement. Malgré une campagne intensive menée par le Parti et les forces restantes de la gauche, les électeurs ont rejeté la libéralisation de l'avortement.
Lors des élections locales ultérieures, le Parti a continué à décliner, mais lors des élections législatives de 1999, le Parti a augmenté son pourcentage de voix pour la première fois depuis de nombreuses années. Le seizième congrès s'est tenu en décembre 2000 et Carlos Carvalhas a été réélu secrétaire général. Lors des élections législatives de 2002, organisées après la démission du Premier ministre socialiste António Guterres, le parti a obtenu son plus bas résultat électoral jamais enregistré, avec seulement 7,0 % des voix. La droite est revenue au pouvoir avec une coalition entre le Parti social-démocrate et le Parti populaire. Le nouveau gouvernement a introduit plusieurs changements dans la législation du travail qui ont déclenché la première grève générale depuis de nombreuses années, en novembre 2002. Avec le ferme soutien du Parti et de la CGTP, des centaines de milliers de travailleurs ont participé à la grève.
Lors des élections européennes de 2004, la CDU a maintenu ses deux députés européens en recueillant 9,1 % des voix. Les deux représentants, Ilda Figueiredo et Pedro Guerreiro, siègent au sein du groupe de la Gauche unitaire européenne/Gauche verte nordique.
Le dix-septième congrès du Parti, tenu en novembre 2004, a élu Jerónimo de Sousa, ancien ouvrier métallurgiste, comme nouveau secrétaire général. Lors de ce congrès, la situation politique depuis le précédent congrès en 2000 a été analysée et le programme adopté lors du douzième congrès a été réaffirmé. Des modifications mineures ont été apportées aux statuts, notamment la reconnaissance du site officiel comme organe de presse du Parti et l'adaptation des méthodes de vote aux nouvelles lois interdisant le vote à main levée. En janvier 2005, la majorité de droite au Parlement a été dissoute, entraînant de nouvelles élections législatives. Le Parti a alors accru sa part de voix, obtenant environ 430 000 suffrages, ce qui lui a permis d'être représenté par 12 députés sur 230 au Parlement.
Álvaro Cunhal est décédé le 13 juin 2005, après avoir été éloigné de la scène publique pendant plusieurs années. Deux jours plus tard, le 15 juin, environ 250 000 personnes se sont réunies à Lisbonne pour assister à ses funérailles, l'un des plus grands rassemblements funéraires de l'histoire du Portugal.
Après les élections locales de 2021, où le Parti a perdu la présidence de cinq municipalités, le Parti communiste portugais occupe actuellement la direction de dix-huit municipalités, représentant une minorité significative parmi les 308 municipalités du pays, principalement situées dans les régions de l'Alentejo et de Setúbal. En outre, le parti supervise un grand nombre d'organisations civiles, incluant des paroisses et des membres des assemblées locales. L'administration locale dirigée par le PCP se concentre fréquemment sur diverses questions telles que la prévention de la privatisation des services d'approvisionnement en eau, le soutien financier aux domaines de la culture et de l'éducation, l'encouragement à la pratique sportive et la promotion de la santé, ainsi que la promotion de la démocratie participative et la lutte contre la corruption. La coalition avec les Verts renforce également l'attention portée aux préoccupations environnementales, notamment en matière de recyclage et de traitement de l'eau.
+Le travail du Parti est aligné en permanence sur le programme énoncé par « Démocratie avancée pour le 21e siècle ». Les thématiques prioritaires incluent la décriminalisation de l'avortement, les droits des travailleurs, l'amélioration de l'accès aux soins de santé et à l'éducation, la préservation du filet de sécurité sociale, la problématique des bas salaires et des pensions de retraite, ainsi que les enjeux relatifs à l'impérialisme, aux conflits armés, et à la solidarité internationale avec des nations telles que l'Irak, l'Afghanistan, la Palestine, Cuba, et le Pays basque. Ces sujets constituent des préoccupations constantes inscrites à l'agenda du Parti.
Entre les élections de 2015 et l'échec de l'adoption du budget gouvernemental en 2021, le Parti a apporté son soutien au gouvernement d'António Costa, en coalition avec le Bloc de gauche. Lors des élections de 2022, le Parti socialiste a obtenu la majorité absolue, entraînant le retour du PCP et du Bloc de Gauche dans l'opposition.

## Voir également
- Parti communiste portugais
- Histoire du Portugal
- Révolution des Œillets
- Catarina Eufémia